# Ancelle della Visitazione
Le Ancelle della Visitazione sono un istituto religioso femminile di diritto pontificio: le suore di questa congregazione pospongono al loro nome la sigla A.V.

## Storia
Le origini della congregazione risalgono a una comunità di suore Paoline che prestava servizio presso un ospedale per religiose malate fondato ad Albano da Giacomo Alberione.
Per alcuni dissensi con le superiore, trentuno suore guidate da Vincenza Minet (considerata fondatrice dell'istituto) lasciarono la congregazione e il 29 giugno 1978 vennero approvate come pia unione dall'allora vescovo di Assisi, Dino Tomassini.
Il 2 febbraio 1981 la pia unione fu approvata come congregazione religiosa di diritto diocesano dal cardinale Ugo Poletti, vicario di Roma, e l'8 settembre 1999 le Ancelle della Visitazione ricevettero il riconoscimento di istituzione di diritto pontificio.

## Attività e diffusione
Le suore si dedicano soprattutto all'assistenza degli infermi nei pubblici ospedali, case di cura e di riposo, in attenzione alle esigenze prioritarie alla missione in cui si trovano ad operare apostolicamente.
Oltre che in Italia, sono presenti in Brasile, Madagascar, Cameroun, Kenya, Filippine, Polonia e Isole Salomone; la sede generalizia è a Santa Marinella.
Alla fine del 2008 la congregazione contava 160 religiose in 23 case.